# Trio pour piano et cordes no 1 de Brahms
Pour les articles homonymes, voir Trio pour piano et cordes.
Le Trio pour piano et cordes no 1 en si majeur opus 8 est un trio pour piano, violon et violoncelle de Johannes Brahms. Composé en 1853-54 à Hanovre, il fut largement révisé en 1891 et fut créé le 27 novembre 1855 au Dodsworth Hall à New York dans sa version de 1854 puis rejoué le 18 décembre 1855 à Breslau.

## Analyse de l'œuvre
1. Allegro con brio (en si majeur, à )
2. Scherzo (Allegro molto) (en si mineur, à 
)
3. Adagio (en si majeur, à )
4. Allegro (en si mineur, à 
)

- Durée d'exécution: trente minutes.